# Зарицька Олена Вікторівна
Олена Вікторівна Зарицька (нар. 2 листопада 1951 м. Київ)  — українська акторка, заслужена артистка України.

## Життєпис

### Родина
Народилася в сім'ї робітників Параски Макарівни Ткаченко та Віктора Тимофійовича Зарицького.

### Навчання
Навчалася у київських школах № 72 та № 185. Після закінчення 10 класів навчалася у театральній студії при київському академічному театрі ім. Ів. Франко, навчалася на одному курсі з Сергієм Романюком.

### Театр
У 1973 р. по запрошенню потрапила до м. Сум. Працює в театрі ім. Щепкіна, у 2013 р. 26 серпня виповнилося 40 років, як Олена Вікторівна працює в театрі.
Зіграла більш як 120 ролей.

#### Ролі
| Назва                             | роль                      |
| --------------------------------- | ------------------------- |
| Діти Ванюшина                     | Олена                     |
| Райдуга                           | Пуся                      |
| Солдатська вдова                  | Клавдія                   |
| Вся королівська рать              | Седді Бйорк               |
| Дай серцю волю…                   | Маруся                    |
| Лікар по неволі                   | Мартіна                   |
| Зорі на враннішньому небі         | Лоран                     |
| Кайдашева сім'я                   | Кайдашиха                 |
| 707 чи неділя у п'ятницю          | Ірина                     |
| Інтимне життя                     | Аманда                    |
| Одруження                         | Агафія Тихонівна          |
| Сестри                            | Ольга                     |
| Східна трибуна                    | Кленишева                 |
| Сватав Гриць удовицю              | Чортобоїха                |
| Філумена Мортурано                | Філумена                  |
| Я стою біля ресторану             | Ніна (бенефіс)            |
| Гліб Космачов                     | Лера                      |
| Вісім люблячих жінок              | Луїза                     |
| Дивний лікар                      | Трубачова                 |
| Титарівна                         | Дарина                    |
| Зустріч о півночі                 | Олеся                     |
| Нахальонок                        | Мати                      |
| Цианістий калій з молоком чи без… | Венеранда                 |
| Тристан та Ізольда                | Базиліда                  |
| Розп'яті                          | Анастасія                 |
| Такі вільні метелики              | Міс Бейкер                |
| Гість                             | Дар'я Андріївна (бенефіс) |
| Остання жінка сеньйора Хуана      | Ельвіра                   |
| Благі наміри                      | Мірчуткіна                |
| Дядя Ваня                         | Мар'я Василівна           |
| У неділю зілля копала             | Мавра                     |
| Ревізор                           | Ганна Андріївна           |
| Трохи ніжності                    | Нанда                     |

#### Режисерські постановки
- «Доки вона вмирала»

- «Жила-була сироїжка» (казка)

- «Такі вільні метелики»

- «Закохане цуценя»

- «Квартет для двох»

- «Сага про Кайдашеву сім'ю»

- Бременські музиканти" (казка)

- «Велосипед з червоними колесами»

- «Гість»
- «Новорічні пригоди кицьки Глаші»
- «Сім'я Кайдашів»
- «Дайте бабусі вічний спокій»
- «Поки живий — іди»

### Відзнаки
- Заслужена артистка України (2008)
- Грамота Верховної Ради України (2013)